# スリッパ
スリッパ（英: slipper）は、一般的には、紐がなく足先を滑り込ませるように履く形態の室内用の履物。ただし、日本語のスリッパと英語のslipperに関しては、意味の違いも指摘されている。

## 語義
日本語のスリッパは英語のslipperに由来する。室内履きを意味する英単語「slipper」は『英語語源辞典（研究社）』によると、1399年の記録がある。
英語のslipperは、広く室内履きを意味するとされたり、部屋履きや礼装用の上靴を意味するといわれる。日本語のスリッパは一般的に（上部については）足の甲を覆うだけの履物を指す。この形態の履物は英語ではmulesまたはscuffsに当たるとされる。

## アメリカのスリッパ

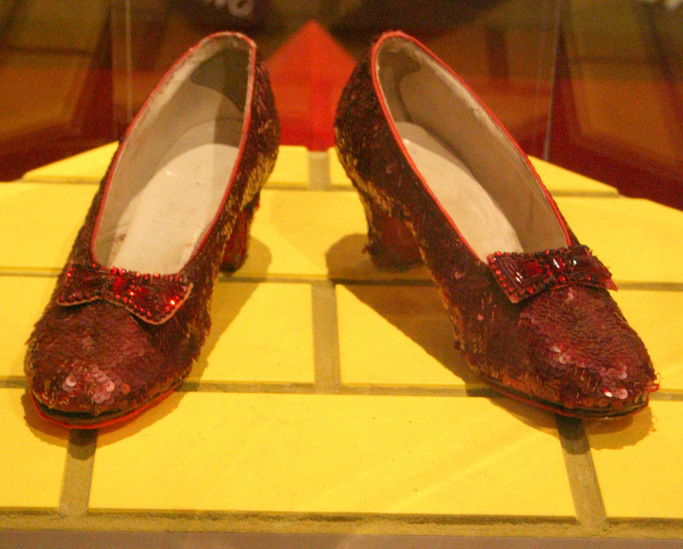
映画『オズの魔法使』で使われたルビーの靴（国立アメリカ歴史博物館蔵）

アメリカのスリッパは、日本のスリッパよりも意味が広く、『リーダーズ英和辞典』は「留め金やひもがなく、深さが踝よりも低い室内履きの総称」としている。深さが踝より高いが、それ以外はスリッパの定義にあたるものを「slipper boot(s)」と称する（日本では「ルームブーツ」と呼ぶことが多い）。有名なシンデレラの「ガラスの靴」は英語では「glass slippers」だが、実際には屋内用のハイヒールを意味する。1939年の映画『オズの魔法使』のルビーの靴も英語では「ruby slippers」である。

## 日本の屋内用スリッパ

### 形態
日本でいうスリッパは一般的に（上部については）足の甲を覆う部分だけがある履物である。
足裏より一回り大きく裁断された下底の前方に、「ハネ」と呼ばれる足の甲を覆う部分が取り付けられている。
かつては表面が人工皮革で覆われたスリッパが多く、トイレや公共施設などで使用されていたが、現在では布地で覆われているスリッパも多くなり、畳や竹などで覆われたものも普及している。
スリッパの形式は、製造過程の違いにより「吊込タイプ」と「外縫タイプ」に分けられる。吊込タイプはスリッパの周りを先に作り、後から中底を取り付け、外縫タイプはスリッパの上方を先に作り、後から下底を取り付ける。

### 歴史
日本では1867年（慶応3年）に、福沢諭吉が著書『西洋衣食住』で欧米の「上沓」「スリップルス」を紹介している。ここで紹介されているものは一般的にスリッパと呼ばれている履物とは異なり、形は通常の靴である。
日本でいうスリッパの起源は東京で仕立屋を営んでいた徳野利三郎によるといわれ、座敷で靴を脱ぐ習慣のなかった横浜居留地に住む外国人が畳の間に土足で入ろうとしてトラブルになり、その依頼で1868年頃にオーバーシューズの注文を受けて製作したのが最初といわれている。このスリッパは現存しないが、徳野の孫からの聞き取りに基づき、松永はきもの資料館の学芸員が復元している。
日本初の洋靴メーカーである伊勢勝造靴場により、1873～77年ごろに発行された日本最古とされる靴カタログには「ウハ（上）靴」が掲載されている。
国内で生産は山形県河北町に集中しており、町では「かほくスリッパ」としてブランド化している。
なお、オートレーサーは、コーナリングで路面に接する左足のブーツの下に、鉄スリッパ（鉄のスリッパ）を履いてレースに臨む。